# Bieńkowo
Bieńkowo (deutsch Bönkenwalde) ist ein Ort in der polnischen Woiwodschaft Ermland-Masuren innerhalb der Landgemeinde Lelkowo (Lichtenfeld) im Powiat Braniewski (Kreis Braunsberg). Er gehörte bis 1945 zum Kreis Heiligenbeil in Ostpreußen.

## Geographische Lage
Bieńkowo liegt im Nordwesten der Woiwodschaft Ermland-Masuren, 18 Kilometer südöstlich der früheren und heute auf russischem Staatsgebiet gelegenen Kreisstadt Heiligenbeil (russisch Mamonowo) bzw. 23 Kilometer östlich der heutigen Kreismetropole Braniewo (deutsch Braunsberg).

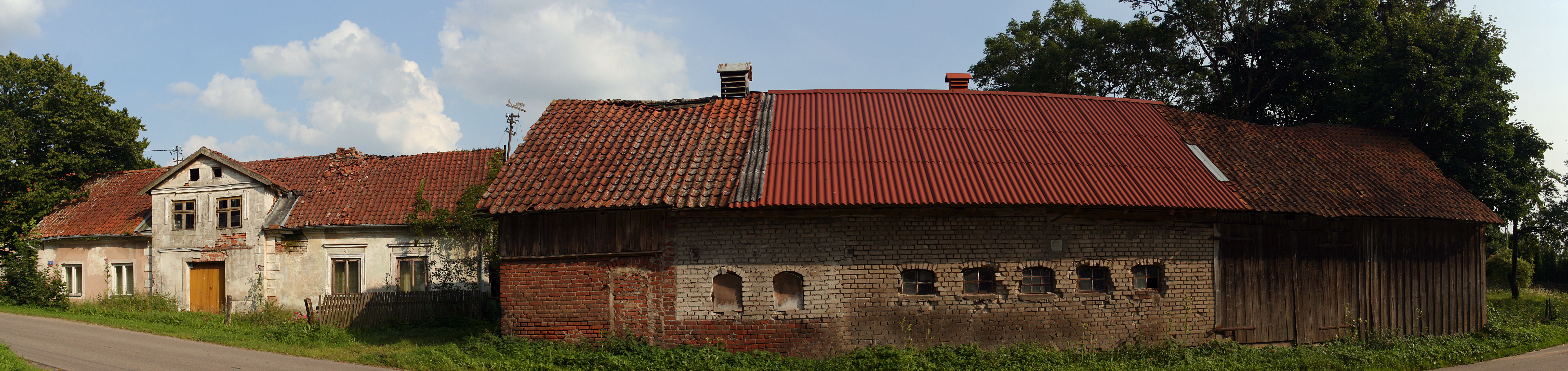
Altes Anwesen in Bieńkowo

## Geschichte
Als Benickenwalde 1412 erstmals urkundlich erwähnt hieß das Dorf nach 1629 Benickenwaldt, nach 1660 Bönickenwalde, nach 1665 Bönckenwalde, nach 1730 Bönkenwohl und erst um 1785 Bönkenwalde. Im Jahre 1874 wurde die Landgemeinde Bönkenwalde in den neu errichteten Amtsbezirk Hohenfürst (polnisch Wyszkowo) im ostpreußischen Kreis Heiligenbeil, Regierungsbezirk Königsberg, aufgenommen.
287 Einwohner waren im Jahre 1910 in Bönkenwalde registriert. Ihre Zahl belief sich im Jahre 1933 auf 276 und im Jahre 1939 auf 266.
In Kriegsfolge kam Bönkenwalde mit dem gesamten südlichen Ostpreußen 1945 zu Polen. Das Dorf erhielt die polnische Namensform „Bieńkowo“ und ist heute eine Ortschaft innerhalb der Gmina Lelkowo (Landgemeinde Lichtenfeld) im Powiat Braniewski (Kreis Braunsberg), von 1975 bis 1998 der Woiwodschaft Elbląg, seither der Woiwodschaft Ermland-Masuren zugehörig.

## Religion
Bis 1945 war die mehrheitlich evangelische Bevölkerung Bönkenwaldes in das Kirchspiel der Kirche Hohenfürst (polnisch Wyszkowo) in der Kirchenprovinz Ostpreußen der Kirche der Altpreußischen Union eingegliedert. Die fast ausnahmslos römisch-katholischen Einwohner Bieńkowos gehören jetzt zur Pfarrei in Zagaje (Hasselpusch) im Dekanat Pieniężno (Mehlsack) des Erzbistums Ermland.

## Verkehr
Bieńkowo liegt an einer Nebenstraße, die von Wysoka Braniewska (Hogendorf) nach Zagaje und Piele (Pellen) führt und vor 1945 weiter bis in die heute auf russischem Gebiet gelegenen Stadt Kornewo (Zinten) führte. Ein Bahnanschluss besteht nicht.

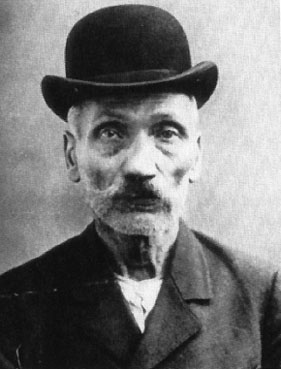
Wilhelm Voigt – Polizeifoto von 1906

## Trivia
In Bönkenwalde erlernte einst Wilhelm Voigt (1849–1922) das Schuhmacherhandwerk. Er stammte aus Tilsit und wurde zu Beginn des 20. Jahrhunderts in ganz Deutschland als der „Hauptmann von Köpenick“ bekannt. Er starb verarmt in der Stadt Luxemburg, wo auf dem Liebfrauenfriedhof im Stadtteil Limpertsberg sich seine Grabstätte befindet.